# Dimityr Dobrew
Dimityr Dimitrow Dobrew (bułg. Димитър Димитров Добрев, ur. 14 kwietnia 1931 w Ezercze, zm. 1 kwietnia 2019) – bułgarski zapaśnik. Dwukrotny medalista olimpijski.

## Kariera sportowa
Walczył w stylu klasycznym, w kategorii średniej (do 79, a później 78 kilogramów). Brał udział w dwóch igrzyskach (IO 56, IO 60), na obu zdobywał medale. Triumfował w 1960, był drugi w 1956. Najlepszym jego wynikiem na mistrzostwach świata było czwarte miejsce.